# Магаданска област
Магаданска област е област в Крайния север на Русия, един от субектите на Руската Федерация, в Далекоизточния федерален окръг. Площ 462 464 km2 (9-о място по големина в Руската Федерация, 2,7% от нейната площ). Населението към 1 януари 2018 г. е 144 375 души (83-то място в Руската Федерация, 0,1% от нейното население). Административен център е град Магадан. Разстоянието от Москва до Магадан е 10 511 km.

## Историческа справка
Усвояването на региона започва в началото на 1930-те години, когато на брега на бухтата (залив) Нагаев е основано селището Магадан, признато през 1939 г. за град. С робския труд на стотици хиляди затворници от лагерите на ГУЛАГ са усвоени и разработени десетки хиляди квадратни километра територии, в т.ч. и изграденото 675-километровото шосе от Магадан до Сусуман, а след това още 1192 km до Якутск. Областта е образувана на 3 декември 1953 г., като е отделена от Хабаровски край. До 17 юни 1992 г. в пределите на областта се числи и Чукотския автономен окръг, който сега е самостоятелен субект на Руската Федерация.

## Географска характеристика

### Географско положение, граници, големина
Магаданска област се намира в североизточната част на Азиатската част на Русия, в Далекоизточния федерален окръг. На югозапад граничи с Хабаровски край, на северозапад – с Република Якутия, на север – с Чукотски автономен окръг, на изток – с Камчатски край, а на югоизток и юг се мие от видите на Охотско море. В тези си граници заема площ от 462 464 km2 (9-о масто по големина в Руската Федерация, 2,7% от нейната площ).

### Релеф
Релефът на областта е предимно планински, силно разчленен от многочислени реки. Преобладават ниските планински земи, средно високи планини и отделни хребети, а низините се простират по долните течения на реките, вливащи се в Охотско море, и представляват незначителна част. На северозапад са разположени южните разклонения на голямата планинската система Черски, като от северозапад на югоизток се редуват хребетите: Чорге (Черге), Болшой Ангачак, Охандя, планината Болшие Пороги (Големи Прагове), Улахан-Чистай (връх Абориген 2286 m, най-високата точка на областта) и др. Южно и югоизточно от планинската система Черски се простира средно високата Колимска планинска земя с височини от 600 до 1962 m, явяваща се вододел между реките вливащи се в Охотско и Източносибирско море. Северната част на областта е заета от хребетите Коркодонски, Кедонски, Полярен и Омсукчански и южната част на Юкагирското плато. В южната и югоизточна част на областта по долните течения на по-големите реки, вливащи се в Охотско море са разположени малките крайречни низини Гижигинска, Ямска и Тауйска.

### Климат
Климатът на Магаданска област е рязко континентален, по крайбрежието – студен, морски. Зимата продължава 7 – 8 месеца с абсолютни минимални температури до -65 °C. Средна януарска температура във вътрешността на областта -38 °C, на крайбрежието на Охотско море от -19 до -23 °C. Лятото е късо и прохладно, с чести мъгли. Средна юлска температура на брега на Охотско море 11 – 12 °C, във вътрешните райони 14 – 16 °C. Годишната сума на валежите варира от 300 – 350 mm по крайбрежието до 500 – 700 mm във вътрешните райони. Територията на областта, с изключение на Охотското крайбрежие попада в зоната на вечно замръзналата почва. Вегетационния период (минимална денонощна температура 5 °C) продължава 100 – 105 дни.

### Води
На територията на областта има около 250 хил. реки (с дължина над 1 km) с обща дължина над 380,1 хил. km и те принадлежат към два водосборни басейна – Източносибирско море на Северния Ледовит океан и Охотско море на Тихия океан. Към водосборния басейн на Източносибирско море (около 2/3 от територията на областта) принадлежат водосборните басейни на реките Колима и Индигирка. Най-голямата река в Магаданска област е Колима, която протича през нея с цялото горно и част от средното си течение. Основните ѝ притоци са: Аян-Юрях и Кулу (лява и дясна съставяща), Бахапча, Таскан, Буюнда, Балигичан, Сугой, Коркодон, Ясачна, Омолон. В северозападната част протичат реките Делянкир и Худжах, съставящи на река Нера, десен приток на Индигирка. Останалата 1/3 от територията на областта принадлежи към водосборния басейн на Охотско море. Тук по-големите реки са: от югозапад на североизток – Тауй, Арман, Ола, Яма, Гижига, Парен и др. Поради преобладаващия планински релеф на областта повечето реки са с планински характери. Подхранването им е смесено с преобладаване на снежното и дъждовното. Водният им режим се характеризира с високо пролетно-лятно пълноводие, епизодични лятно-есенни прииждания в резултат на поройни дъждови и ясно изразено зимно маловодие. Те замръзват през октомври – ноември, а се размразяват през април – май, като много от тях замръзват до дъно.
В Магаданска област има над 24,6 хил. езера с обща площ около 2 хил.km2, от които само 100 езера са с площ над 1 km2. По-голямата част от тях са крайречни, разположени основно по долината на река Колима и са проточни. По произход се делят на крайречни, термокарстови, лагунни, ледникови и кратерни. Най-големите естествени езера са: Паренско езеро (45,3 km2), разположено в крайната източна част на областта, в долината на река Парен и Чисто езеро (40,5 km2) в долината на река Ола. Най-големият изкуствен водоем е Колимското водохранилище изградено на река Колима при сгт Синегорие. Блатата и заблатените земи заемат 10,41% от територията на Магаданска област – 48 154 km2.

### Почви, растителност, животински свят
В тундровите райони на областта преобладават глинесто-блатните и торфено-глинестите почви, в тайгата – различни разновидности на подзолистите почви, а в планинските райони – планинско-горски и планинско-тундрови почви. По речните долини има алувиални почви.
Магаданска област е разположена в зоната на тундрата, лесотундрата и тайгата. Растителността в тундрата е представена от мъхове и лишеи, а в лесотундрата от ниски храсти. Тайгата е представена от редки гори от лиственица, а по долините на реките се срещат и по-гъсти гори. Горския фонд заема 21 млн.ха, като 96% от тях са иглолистни гори.
Животинския свят е представен от бялка, бял заек, песец, лисица, кафява мечка, росомаха, северен елен, лос, многочислени птици – патки, гъски, лебеди, а в реките има изобилие от различни видове риби.

## Население
В Магаданска област живеят 146 345 души към 2016 г., а към 1 януари 2018 г. 144 375 души (83-то място в Руската Федерация, 0,1% от нейното население).
| Магадан | 92 711 | Омсукчан  | 3763 | Мяунджа  | 1668 |
| Ола     | 6191   | Уст Омчуг | 3452 | Евенск   | 1571 |
| Сусуман | 5 157  | Синегорие | 2489 | Дукат    | 1377 |
| Сокол   | 4810   | Сеймчан   | 2231 | Оротукан | 1103 |
| Палатка | 3757   | Уптар     | 2039 |          |      |
| Ягодное | 3538   | Стеколни  | 1993 |          |      |

### Етнически състав
Според данни от преброяването от 2010 г. Магаданска област е населена от:
| руснаци (81.49%) украинци (6.28%) евени (1.68%) татари (0.90%) беларуси (0.71%) коряки (0.57%) ителмени (0.39%) други (7.98%) |

### Обща карта
Легенда:
|  | Областен център, повече от 90 000 души |
|  | от 5000 до 10 000 души                 |
|  | от 3000 до 5000 души                   |
|  | от 1000 до 3000 души                   |
|  | по-малко от 1000 души                  |

## Административно-териториално деление
В административно-териториално отношение Магаданска област се дели на 1 областен градски окръг, 8 муниципални района, 2 града, в т. ч. 1 град с областно подчинение (Магадан) и 1 град с районно подчинение и 19 селища от градски тип.
| Административна единица | Площ (km2) | Население (2018 г.) | Административен център | Население (2018 г.) | Разстояние до Магадан (в km) | Други градове и сгт с районно подчинение |
| ----------------------- | ---------- | ------------------- | ---------------------- | ------------------- | ---------------------------- | ---------------------------------------- |
| Областни градски окръзи |            |                     |                        |                     |                              |                                          |
| 1. Магадан              | 1240       | 99 626              | гр. Магадан            | 92 711              |                              | Сокол, Уптар                             |
| Муниципални райони      |            |                     |                        |                     |                              |                                          |
| 2. Олски                | 75 840     | 9948                | сгт Ола                | 6191                | 40                           |                                          |
| 3. Омсукчански          | 60 413     | 5078                | сгт Омсукчан           | 3763                | 588                          | Дукат                                    |
| 4. Северо-Евенски       | 102 022    | 2221                | сгт Евенск             | 1571                | 540                          |                                          |
| 5. Среднекански         | 91 818     | 2385                | сгт Сеймчан            | 2231                | 505                          |                                          |
| 6. Сусумански           | 46 766     | 7667                | гр. Сусуман            | 5157                | 650                          | Мяунджа, Холодни                         |
| 7. Тенкински            | 35 578     | 4272                | сгт Уст Омчуг          | 3452                | 271                          |                                          |
| 8. Хасински             | 19 252     | 6675                | сгт Палатка            | 3757                | 87                           | Атка, Стеколни, Талая                    |
| 9. Ягодински            | 29 557     | 7848                | сгт Ягодное            | 3538                | 542                          | Бурхала, Дебин, Оротукан, Синегорие      |

|  | Тази страница частично или изцяло представлява превод на страницата „Административно-территориальное деление Магаданской области“ в Уикипедия на руски. Оригиналният текст, както и този превод, са защитени от Лиценза „Криейтив Комънс – Признание – Споделяне на споделеното“, а за съдържание, създадено преди юни 2009 година – от Лиценза за свободна документация на ГНУ. Прегледайте историята на редакциите на оригиналната страница, както и на преводната страница, за да видите списъка на съавторите. ВАЖНО: Този шаблон се отнася единствено до авторските права върху съдържанието на статията. Добавянето му не отменя изискването да се посочват конкретни източници на твърденията, които да бъдат благонадеждни. |

## Икономика

### Полезни изкопаеми
Областта е богата на полезни изкопаеми като: злато, сребро, олово, волфрам, среща се мед, молибден, нефт и газов концентрат.

### Рибно стопанство
Рибното стопанство е вторият по значимост отрасъл в областта и заема 18% от икономиката на Магаданска област. Продукцията му се реализира на местния руски пазар и за износ.

### Транспорт
- Главната транспортна врата на областта е Магаданското морско търговско пристанище, чрез което се извършва обмен на основния поток от товари.
- В околностите на град Магадан се намира международното летище „Сокол“, което приема всички типове пътнически и транспортни самолети.
- Дължината на автомобилните пътища с твърда настилка е 2231 километра.
- В областта липсва железопътния транспорт.

## Селско стопанство
В основата отглеждат фуражни култури, картофи и зеленчуци.
| хиляди хектара | 5 | 36,5 | 11,7 | 6,8 | 22,7 | 6,1 | 6,5 |